# همه‌پرسی استقلال کالدونیای نو (۲۰۲۰)
همه‌پرسی استقلال کالدونیای نو (انگلیسی: 2020 New Caledonian independence referendum) در چهارم اکتبر ۲۰۲۰ برابر با ۱۳ مهر ۱۳۹۹ در کالدونیای نو برگزار شد. در این همه‌پرسی استقلال این سرزمین با آرای ۵۳٫۲۶ درصد رأی‌دهندگان نفی شد. میزان مشارکت مردم ۸۵٫۶۹ درصد بود.